# Golden Globe-galan 2001
Den 58:e upplagan av Golden Globe Awards, som belönade insatser inom TV och film från 2000, hölls den 21 januari 2001 från Beverly Hilton Hotel i Beverly Hills, Kalifornien.

## Vinnare och nominerade
Vinnarna listas i fetstil.

### Filmer
| Bästa film - drama | Bästa film - musikal eller komedi |
| --- | --- |
| - Gladiator - Billy Elliot - Erin Brockovich - Sunshine - Traffic - Wonder Boys | - Almost Famous - Best in Show - Flykten från hönsgården - Chocolat - O Brother, Where Art Thou? |
| Bästa manliga huvudroll - drama | Bästa kvinnliga huvudroll - drama |
| - Tom Hanks – Cast Away - Javier Bardem – Before Night Falls - Russell Crowe – Gladiator - Geoffrey Rush – Quills - Michael Douglas – Wonder Boys | - Julia Roberts – Erin Brockovich - Joan Allen – The Contender - Björk – Dancer in the Dark - Ellen Burstyn – Requiem for a Dream - Laura Linney – You Can Count on Me                                                                           |
| Bästa manliga huvudroll - musikal eller komedi | Bästa kvinnliga huvudroll - musikal eller komedi |
| - George Clooney – O Brother, Where Art Thou? - John Cusack – High Fidelity - Jim Carrey – Grinchen – julen är stulen - Robert De Niro – Släkten är värst - Mel Gibson – Vad kvinnor vill ha | - Renée Zellweger – Betty tur & retur - Juliette Binoche – Chocolat - Sandra Bullock – Miss Secret Agent - Brenda Blethyn – Saving Grace - Tracey Ullman – Småtjuvar emellan                                                                     |
| Bästa manliga biroll | Bästa kvinnliga biroll |
| - Benicio del Toro – Traffic - Jeff Bridges – The Contender - Albert Finney – Erin Brockovich - Joaquin Phoenix – Gladiator - Willem Dafoe – Shadow of the Vampire | - Kate Hudson – Almost Famous - Frances McDormand – Almost Famous - Julie Walters – Billy Elliot - Judi Dench – Chocolat - Catherine Zeta-Jones – Traffic                                                                                        |
| Bästa regi | Bästa manus |
| - Ang Lee – Crouching Tiger, Hidden Dragon - Steven Soderbergh – Erin Brockovich - Ridley Scott – Gladiator - István Szabó – Sunshine - Steven Soderbergh – Traffic | - Traffic – Stephen Gaghan - Almost Famous – Cameron Crowe - Quills – Doug Wright - Wonder Boys – Steve Kloves - You Can Count on Me – Kenneth Lonergan                                                                                          |
| Bästa sång | Bästa musik |
| - "Things Have Changed" (Bob Dylan) – Wonder Boys - "I've Seen It All" (Björk, Lars von Trier och Sjón Sigurdsson) – Dancer in the Dark - "My Funny Friend and Me" (Sting och Dave Hartley) – Kejsarens nya stil - "When You Come Back to Me Again" (Garth Brooks och Jenny Yates) – Frequency - Livsfarlig frekvens - "One in a Million" (Bosson) – Miss Secret Agent | - Gladiator – Hans Zimmer och Lisa Gerrard - Dessa vackra hästar – Marty Stuart, Kristin Wilkinson och Larry Paxton - Chocolat – Rachel Portman - Malèna – Ennio Morricone - Sunshine – Maurice Jarre - Crouching Tiger, Hidden Dragon – Dun Tan |
| Bästa utländska film | |
| - Crouching Tiger, Hidden Dragon (Taiwan) - Amores Perros - Älskade hundar (Mexiko) - One Hundred Steps (Italien) - Malèna (Italien) - Änkan från Saint-Pierre (Frankrike) | |

### Television
| Bästa TV-serie - drama | Bästa TV-serie - musikal eller komedi |
| --- | --- |
| - Vita huset - CSI: Crime Scene Investigation - Cityakuten - Advokaterna - Sopranos | - Sex and the City - Ally McBeal - Frasier - Malcolm – Ett geni i familjen - Will & Grace |
| Bästa manliga huvudroll i en TV-serie - drama | Bästa kvinnliga huvudroll i en TV-serie - drama |
| - Martin Sheen – Vita huset - Andre Braugher – Gideon's Crossing - Dylan McDermott – Advokaterna - James Gandolfini – Sopranos - Rob Lowe – Vita huset                                        | - Sela Ward – Once and Again - Sarah Michelle Gellar – Buffy och vampyrerna - Jessica Alba – Dark Angel - Amy Brenneman – Vem dömer Amy? - Lorraine Bracco – Sopranos - Edie Falco – Sopranos                                |
| Bästa manliga huvudroll i en TV-serie - musikal eller komedi | Bästa kvinnliga huvudroll i en TV-serie - musikal eller komedi |
| - Kelsey Grammer – Frasier - Ted Danson – Becker - Ray Romano – Alla älskar Raymond - Frankie Muniz – Malcolm – Ett geni i familjen - Eric McCormack – Will & Grace                           | - Sarah Jessica Parker – Sex and the City - Calista Flockhart – Ally McBeal - Bette Midler – Bette - Jane Kaczmarek – Malcolm – Ett geni i familjen - Debra Messing – Will & Grace                                           |
| Bästa manliga huvudroll i en miniserie eller TV-film | Bästa kvinnliga huvudroll i en miniserie eller TV-film |
| - Brian Dennehy – Death of a Salesman - Alec Baldwin – Nürnberg - Brian Cox – Nürnberg - James Woods – Dirty Pictures - Andy Garcia – For Love or Country: The Arturo Sandoval Story          | - Judi Dench – The Last of the Blonde Bombshells - Christine Lahti – An American Daughter - Holly Hunter – Harlan County War - Alfre Woodard – Holiday Heart - Frances O'Connor – Madame Bovary - Rachel Ward – On the Beach |
| Bästa manliga biroll i en TV-serie, miniserie eller TV-film | Bästa kvinnliga biroll i en TV-serie, miniserie eller TV-film |
| - Robert Downey Jr. – Ally McBeal - Christopher Plummer – American Tragedy - David Hyde Pierce – Frasier - John Mahoney – Frasier - Bradley Whitford – Vita huset - Sean Hayes – Will & Grace | - Vanessa Redgrave – Mitt liv, mitt val 2 - Kim Cattrall – Sex and the City - Cynthia Nixon – Sex and the City - Allison Janney – Vita huset - Megan Mullally – Will & Grace - Faye Dunaway – President till varje pris      |
| Bästa miniserie eller TV-film | |
| - Dirty Pictures - Nürnberg - Fail Safe - For Love or Country: The Arturo Sandoval Story - On the Beach                                                                                       | |

### Cecil B. DeMille Award
- Al Pacino